# Grzegorz Korczyński

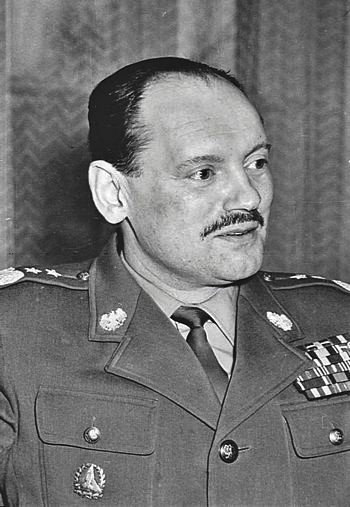
General Grzegorz Korczyński

Grzegorz Korczyński, geboren Stefan Jan Kilanowicz (* 17. Juni 1915 in Warschau; † 22. Oktober 1971 in Algier) war ein Generalleutnant der Polnischen Volksarmee (Ludowe Wojsko Polskie), Diplomat und Politiker der Polnischen Vereinigten Arbeiterpartei (Polska Zjednoczona Partia Robotnicza) in der Volksrepublik Polen, der zwischen 1965 und 1971 als Vize-Minister für Nationale Verteidigung fungierte und als solcher Kommandeur der Armeeeinheiten kommandierte, die zur Niederschlagung des Arbeiteraufstandes eingesetzt wurden. Danach war er 1971 für einige Monate bis zu seinem Tode Botschafter in Algerien.

## Leben
Grzegorz Korczyński war nach dem Schulbesuch als Arbeiter in Warschau tätig und engagierte sich seit 1935 als aktives Mitglied in der sozialistischen Jugendorganisation Życie. 1937 reiste er nach Spanien, wo er als Angehöriger der XIII. Internationalen Brigade in den Internationalen Brigaden auf Seiten der Republik kämpfte. Nach dem Fall der Zweiten Spanischen Republik ging er 1939 nach Frankreich, wo sich zwischen 1940 und 1942 als Mitglied der polnischen Sektion der Kommunistischen Partei Frankreichs PCF (Parti communiste français) in der kommunistischen Widerstandsbewegung (Résistance) engagierte. Danach kehrte er nach Polen zurück und engagierte sich in Lublin in den Untergrundbewegungen Volksgarde GL (Gwardia Ludowa) und Volksarmee AL (Armia Ludowa). Er übernahm ab Juli 1944 leitende Positionen im öffentlichen Sicherheitsapparat und befasste sich unter anderem mit der Organisation der Bürgermiliz (Milicja Obywatelska) in Lublin und Warschau.
Nach Ende des Zweiten Weltkrieges wurde Korczyński 1946 Brigadegeneral (Generał brygady) und stellvertretender Kommandeur der Operativen Gruppe bei der Aktion Weichsel, der 1947 durchgeführten Zwangsumsiedlung ethnischer Ukrainer, Bojken sowie Lemken aus dem Südosten der Volksrepublik Polen und den östlichen Teilen der heutigen Woiwodschaften Kleinpolen und Lublin in den Norden und Westen des Staatsterritoriums (den sogenannten „wiedergewonnenen Gebieten“). Er arbeitete für das Ministerium für öffentliche Sicherheit MBP (Ministerstwo Bezpieczeństwa Publicznego). Am 21. Mai 1950 wurde er verhaftet und am 22. Mai 1954 unter anderem wegen Mordes an der jüdischen Bevölkerung sowie der Verhaftung von Władysław Gomułka zu lebenslanger Haft verurteilt. Am 24. Dezember 1954 wurde die lebenslängliche Haftstrafe durch Urteil des Obersten Gerichtshofs in eine Freiheitsstrafe von 15 Jahren umgewandelt, ehe er im April 1956 in der Zeit der politischen Tauwetter-Periode aus der Haft entlassen wurde.
Im Anschluss wurde Grzegorz Korczyński Ende Dezember 1956 Nachfolger von Oberst Fiodor Tichonowicz Wiedmied Chef des Stabes II für den Militärischen Nachrichtendienst im Polnischen Generalstab (Zarząd II Sztabu Generalnego Wojska Polskiego) wurde. Diesen Posten hatte er bis Oktober 1965 inne und wurde daraufhin von General Tadeusz Jedynak abgelöst. 1957 wurde er vollständig rehabilitiert und als Brigadegeneral wieder in die Polnische Volksarmee übernommen. Auf dem II. Parteitag der PZPR (10. bis 19. März 1959) wurde er zum Mitglied des Zentralkomitees (ZK) gewählt, dem er bis zu seinem Tode angehörte. Am 15. Mai 1961 wurde er für die PZPR in der dritten Legislaturperiode Mitglied des Sejm und vertrat in diesem bis zu seinem Tode am 22. Oktober 1971 den Wahlkreis Nr. 44 Radzyń Podlaski. Innerhalb der PZPR gehörte er neben Mieczysław Moczar, Franciszek Szlachcic, Teodor Kufel, Jan Czapla, Mieczysław Róg-Świostek, Tadeusz Pietrzak sowie Oberst Marian Janic zu den führenden Politikern der Partisanen (Partyzanci). Er war während dieser Zeit vom 15. Mai 1961 bis zum 22. Oktober 1971 Mitglied des Präsidiums der PZPR-Fraktion sowie vom 15. Mai 1961 bis zum 31. März 1965 zunächst Mitglied des Ausschusses für Nationale Verteidigung sowie im Anschluss zwischen dem 24. Juni 1965 und dem 22. Oktober 1971 Mitglied des Ausschusses für Innere Angelegenheiten.
1965 wurde Korczyński Vize-Minister für Nationale Verteidigung und bekleidete diesen Posten ebenfalls bis zu seinem Tode. Zugleich fungierte er als Chefinspekteur der Territorialverteidigung und wurde 1968 zum Generalleutnant (Generał broni) befördert. Im Dezember 1970 war er Kommandeur der Armeeeinheiten, die zur Niederschlagung des Arbeiteraufstandes eingesetzt wurden. Anfang 1971 wurde er aus gesundheitlichen Gründen als Vize-Minister für Nationale Verteidigung und Chefinspekteur der Territorialverteidigung entlassen und als Botschafter nach Algerien entsandt, wo er unter unklaren Umständen starb. 
Für seine langjährigen Verdienste erhielt er den Virtuti Militari, Orden Polonia Restituta, das Verdienstkreuz der Republik Polen sowie zahlreiche andere Auszeichnungen der Volksrepublik Polen. Ferner wurden ihm von der Sowjetunion der Leninorden, die Jubiläumsmedaille „Zum Gedenken an den 100. Geburtstag von Wladimir Iljitsch Lenin“, die Medaille „Sieg über Deutschland“, die Medaille „Für die Befreiung Warschaus“, die Medaille „30 Jahre Sowjetarmee und Flotte“ sowie von anderen befreundeten Staaten Orden und Auszeichnungen verliehen. Nach seinem Tode wurde er auf dem Powązki-Militärfriedhof in Warschau beigesetzt.